# راي ستارك
راي ستارك (بالإنجليزية: Ray Stark)‏ هو منتج أفلام أمريكي، ولد في 3 أكتوبر 1915 في شيكاغو في الولايات المتحدة، وتوفي في 17 يناير 2004 في ويست هوليوود في الولايات المتحدة بسبب نوبة قلبية.

## وصلات خارجية
- راي ستارك على موقع IMDb (الإنجليزية)
- راي ستارك على موقع تيرنر كلاسيك موفيز (الإنجليزية)
- راي ستارك على موقع قاعدة بيانات برودواي على الإنترنت (الإنجليزية)
- راي ستارك على موقع ديسكوغز (الإنجليزية)
- راي ستارك على موقع قاعدة بيانات الفيلم (الإنجليزية)